# Championnat de Chine masculin de volley-ball
Le Championnat de Chine de volley-ball masculin est la compétition nationale majeure, créée en 1996. Elle oppose les seize meilleures équipes du pays organisées autour des provinces.

## Palmarès
| Année | Champion          | Finaliste         | Troisième |
| ----- | ----------------- | ----------------- | --------- |
| 1997  | Sichuan Fulan     | Zhejiang          |           |
| 1998  | Sichuan Fulan     | Jiangsu           |           |
| 1999  | Sichuan Fulan     | Jiangsu           |           |
| 2000  | Shanghai Oriental | Jiangsu           |           |
| 2001  | Jiangsu           | Bayi              |           |
| 2002  | Jiangsu           | Zhejiang          |           |
| 2003  | Zhejiang          | Shanghai Oriental |           |
| 2004  | Shanghai Oriental | Zhejiang          |           |
| 2005  | Shanghai Oriental | Liaoning          |           |
| 2006  | Shanghai Oriental | Jiangsu           |           |
| 2007  | Shanghai Oriental | Liaoning          |           |
| 2008  | Shanghai Oriental | Liaoning          |           |
| 2009  | Shanghai Oriental | Bayi              |           |
| 2010  | Shanghai Oriental | Bayi              |           |
| 2011  | Shanghai Oriental | Jiangsu           |           |
| 2012  | Shanghai Oriental | Bayi              |           |